# Eerste Kamerverkiezingen 2019/Kandidatenlijst/50PLUS
De kandidatenlijst voor de Eerste Kamerverkiezingen van 2019 van de lijst 50PLUS (lijstnummer 11) is na controle door de Kiesraad als volgt vastgesteld:
1. van Rooijen M.J. (Martin) (m), Oegstgeest
2. Baay M.H.H. (Martine) (v), Blaricum
3. de Brouwer R.B.P. (Rob) (m), 's-Hertogenbosch
4. Meijboom E.J. (Erik) (m), Diepenheim
5. Lutjens E. (Erik) (m), 's-Gravenhage
6. Evenboer J.B. (Janbart) (m), Dordrecht
7. Wiersma T. (Theun) (m), Drachten
8. Nyqvist C.J. (Chris) (m), Utrecht
9. ten Cate H.J. (Hylke) (m), Haarlem
10. van Elst H.D.P. (Henk) (m), Rumpt
11. Bruins M.H. (Marcel) (m), Doorwerth
12. Fischer-Otten A.M.J.N. (Anne Marie) (v), Kerkrade
13. Willemse W. (Willem) (m), Vlissingen
14. Scheps K.P. (Karel) (m), Arnhem